# Wagons East
Wagons East es una película estadounidense de 1994 dirigida por Peter Markle y protagonizada por John Candy y Richard Lewis. 
Durante sus últimos días de producción en Durango, México, John Candy falleció de un ataque cardíaco a los 43 años. Para terminar sus escenas la producción tuvo que recurrir al uso de efectos especiales. Estrenada cinco meses después de la muerte de Candy, la película fue vapuleada por la crítica y actualmente cuenta con un 0% de aprobación en la página Rotten Tomatoes.

## Sinopsis
En la década de 1860, un grupo de colonos inadaptados, entre ellos el exmédico Phil Taylor (Lewis), la prostituta Belle (Ellen Greene) y el vendedor de libros homosexual Julian (John C. McGinley), deciden que no pueden vivir en su situación actual en el oeste, por lo que contratan a vagonero llamado James Harlow (Candy) para que los lleve de regreso a sus pueblos natales en el este.

## Reparto
- John Candy es James Harlow.
- Richard Lewis es Phil Taylor.
- John C. McGinley es Julian.
- Ellen Greene es Belle.
- Robert Picardo es Ben Wheeler.
- William Sanderson es Zeke.
- Joel McKinnon Miller es Zack Ferguson.
- Abraham Benrubi es Abe Ferguson.
- Thomas F. Duffy es Clayton Ferguson.
- Russell Means es Jefe.
- Rodney A. Grant es Little Feather.
- Ed Lauter es John Slade.
- Lochlyn Munro es Billy.
- Melinda Culea es Constance Taylor.
- Don Lake es el teniente Bailey.
- Gailard Sartain es J.P. Moreland (no acreditado).
- Ethan Phillips es el comandante S. L. Smedly
- Charles Rocket es el general Larchmont.